# Kala Kusi
Kala Kusi és un riu de Bihar, Índia, al districte de Purnia o Purniah que corre per un antic llit del Kusi, estant trencat per nombrosos canals i reunit altre cop, el que fa difícil seguir el seu curs. Sembla que al seu origen és el que porta el nom de Kamla, que corre del nord cap a la ciutat de Purniah o Purnia on rep el seu principal afluent, el Saura. Després segueix cap al sud fins a desaiguar al Ganges a 25° 16′ 45″ N, 87° 43′ 30″ E / 25.27917°N,87.72500°E al sud-est de Manihari enfront de Sahibganj.